# Ministerstwo Spraw Wewnętrznych Czech
Ministerstwo Spraw Wewnętrznych Republiki Czeskiej (cz. Ministerstvo vnitra České republiky, MV) – utworzone na mocy ustawy nr 2/1969 Sb. o powołaniu ministerstw i innych centralnych organów administracji państwowej Czeskiej Republiki Socjalistycznej. 

## Kompetencje
Wymieniona ustawa (w § 12) określa, że do zakresu obowiązków MSW należą:
- porządek publiczny
- nadzór bezpieczeństwa i płynności ruchu
- ochrona przeciwpożarowa
- wydawanie dowodów osobistych, paszportów, zezwoleń pobytu cudzoziemców i uchodźców; nadawanie obywatelstwa i numeru ubezpieczenia społecznego; prowadzenie ewidencji ludności i wykazu urodzeń, zgonów, małżeństw i związków partnerskich
- prowadzenie archiwów i zarządzanie dokumentacją
- podział administracyjny państwa
- broń i amunicja
- ochrona przeciwpożarowa
- granice, utrzymani i zarządzanie dokumentacji ich prac, zamykanie i zmiana charakteru granic
- symbole narodowe państwa
- samorząd terytorialny
- zarządzanie kryzysowym, planowanie cywilnym, ochrona ludności i prowadzenie Zintegrowanego Systemu Ratownictwa (IZS)
- koordynacja zarządzania administracyjnego i postępowania administracyjnego, wydawanie kar administracyjnych
- zapewnianie wolności zgromadzeń i stowarzyszeń
- zapewnianie współpracy w ramach organizacji międzynarodowych
- zarządzanie wyborów do samorządów terytorialnych, Parlamentu państwa i Parlamentu Europejskiego
- nadzorowanie policji, straży pożarnej
- zapewnianie sieci komunikacyjnej policji, IZS i władzom samorządowym
- dowodzenie siłami zbrojnymi państwa[1]

Od 17 grudnia 2021 roku Ministrem Spraw Wewnętrznych jest Vít Rakušan z partii STAN.

## Lista ministrów

### Czechy w składzie Czechosłowacji (do 1992 r.)
| Lp. |  | Minister         |  | Partia | Okres urzędowania                       | Rząd                                                                                                |
| --- |  | ---------------- |  | ------ | --------------------------------------- | --------------------------------------------------------------------------------------------------- |
| 1.  |  | Josef Grösser    |  | KSČ    | 8 stycznia 1969 – 23 października 1970  | Rząd Stanislava Rázla Rząd Josefa Kempnego i Josefa Korčáka                                         |
| 2.  |  | Josef Jung       |  | KSČ    | 23 października 1970 – 21 kwietnia 1988 | Rząd Josefa Kempnego i Josefa Korčáka Drugi rząd Josefa Korčáka Trzeci rząd Josefa Korčáka          |
| 3.  |  | Václav Jireček   |  | KSČ    | 21 kwietnia 1988 – 5 grudnia 1989       | Czwarty rząd Josefa Korčáka Rząd Josefa Korčáka, Ladislava Adamca, Františka Pitry i Petra Pitharta |
| 4.  |  | Antonín Hrazdíra |  | OF     | 5 grudnia 1989 – 29 czerwca 1990        | Rząd Josefa Korčáka, Ladislava Adamca, Františka Pitry i Petra Pitharta                             |
| 5.  |  | Tomáš Hradílek   |  | OF     | 29 czerwca 1990 – 14 listopada 1990     | Rząd Petra Pitharta                                                                                 |
| 6.  |  | Tomáš Sokol      |  | OF     | 14 listopada 1990 – 2 lipca 1992        | Rząd Petra Pitharta                                                                                 |
| 7.  |  | Jan Ruml         |  | ODS    | 2 lipca 1992 – 7 listopada 1997         | Pierwszy rząd Václava Klausa                                                                        |

### Czechy (od 1993 r.)
| Lp. |  | Minister         |  | Partia                           | Okres urzędowania                  | Rząd                                                     |
| --- |  | ---------------- |  | -------------------------------- | ---------------------------------- | -------------------------------------------------------- |
| 1.  |  | Jan Ruml         |  | ODS                              | 2 lipca 1992 - 7 listopada 1997    | Pierwszy rząd Václava Klausa Drugi rząd Václava Klausa   |
| 2.  |  | Jindřich Vodička |  | ODS                              | 7 listopada 1997 – 2 stycznia 1998 | Drugi rząd Václava Klausa                                |
| 3.  |  | Cyril Svoboda    |  | KDU-ČSL                          | 2 stycznia 1998 – 22 lipca 1998    | Rząd Josefa Tošovskiego                                  |
| 4.  |  | Václav Grulich   |  | ČSSD                             | 22 lipca 1998 – 4 kwietnia 2000    | Rząd Miloša Zemana                                       |
| 5.  |  | Stanislav Gross  |  | ČSSD                             | 4 kwietnia 2000 – 4 sierpnia 2004  | Rząd Miloša Zemana Rząd Vladimíra Špidli                 |
| 6.  |  | František Bublan |  | ČSSD                             | 4 sierpnia 2004 – 4 września 2006  | Rząd Stanislava Grossa Rząd Jiříego Paroubka             |
| 7.  |  | Ivan Langer      |  | ODS                              | 4 września 2006 – 8 maja 2009      | Pierwszy rząd Mirka Topolánka Drugi rząd Mirka Topolánka |
| 8.  |  | Martin Pecina    |  | bezpartyjny, wskazany przez ČSSD | 8 maja 2009 – 13 lipca 2010        | Rząd Jana Fischera                                       |
| 9.  |  | Radek John       |  | VV                               | 13 lipca 2010 – 21 kwietnia 2011   | Rząd Petra Nečasa                                        |
| 10. |  | Jan Kubice       |  | bezpartyjny                      | 21 kwietnia 2011 - 10 lipca 2013   | Rząd Petra Nečasa                                        |
| 11. |  | Martin Pecina    |  | bezpartyjny                      | 10 lipca 2013 – 29 stycznia 2014   | Rząd Jiříego Rusnoka                                     |
| 12. |  | Milan Chovanec   |  | ČSSD                             | 29 stycznia 2014 – 13 grudnia 2017 | Rząd Bohuslava Sobotki                                   |
| 13. |  | Lubomír Metnar   |  | ANO 2011                         | 13 grudnia 2017 – 27 czerwca 2018  | Pierwszy rząd Andreja Babiša                             |
| 14. |  | Jan Hamáček      |  | ČSSD                             | 27 czerwca 2018 – 17 grudnia 2021  | Drugi rząd Andreja Babiša                                |
| 15. |  | Vít Rakušan      |  | STAN                             | 17 grudnia 2021 – nadal            | Rząd Petra Fiali                                         |